# Круш (село)
Круш (баш. Ҡорош) — село в Караидельском районе Республики Башкортостан Российской Федерации. Входит в состав Озеркинского сельсовета.

## География

### Географическое положение
Находится на левом берегу реки Уфы.
Расстояние до:
- районного центра (Караидель): 70 км,
- центра сельсовета (Озерки): 5 км,
- ближайшей ж/д станции (Щучье Озеро): 175 км.

## Население
| 2002 | 2009 | 2010 |
| ---- | ---- | ---- |
| 205  | ↘192 | ↘175 |

Национальный состав
Согласно переписи 2002 года, преобладающая национальность — русские (75 %).